# Porajmos

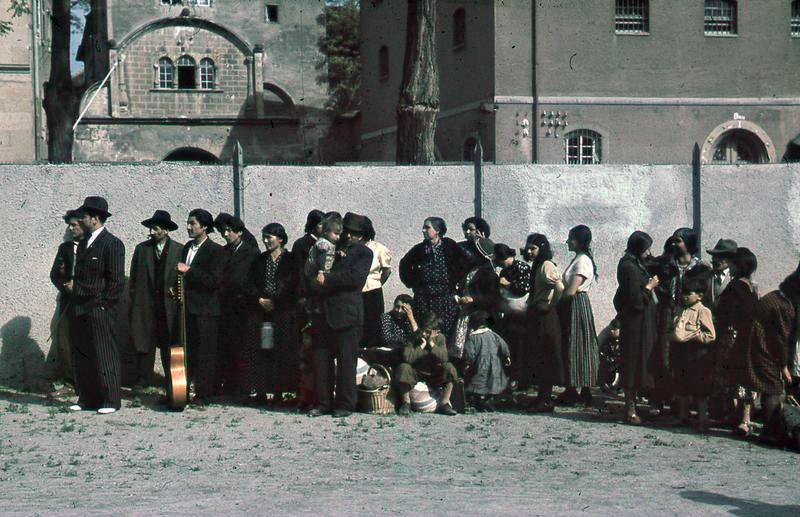
Ciganos são detidos para deportação, pelo governo alemão, em 22 de maio de 1940

Porajmos, ou o Holocausto Cigano, significando literalmente "devorar", é um termo cunhado pelo povo cigano Rom para descrever a tentativa do regime nazista da Alemanha de exterminar este grupo étnico-cultural minoritário da Europa Central. O fenómeno tem sido pouco estudado, em relação ao Holocausto judeu, ou Shoah. Talvez porque as comunidades Rom da Europa Oriental tenham sido menos bem estruturadas e organizadas do que outras; o mesmo ocorreu com os gays e grupos religiosos como as Testemunhas de Jeová, que também foram alvos de perseguição pelo regime nazista.
Historiadores estimam que entre 220 000 e 500 000 romanis (ciganos) foram mortos pelos alemães e seus colaboradores — número este que compreende entre 25% a 50% da população total de ciganos na Europa na época. Os Porjamos começaram em 1933, tendo seu fim junto com o fim do regime nazista e do eixo (1945).

## Ciganos muçulmanos
Os ciganos muçulmanos na Bósnia e Herzegovina e os ciganos muçulmanos na Crimeia foram isentos de genocídio. Com a ajuda dos muçulmanos bósnios e tártaros e a intervenção do Grande Mufti de Jerusalém, os ciganos muçulmanos estabelecidos foram classificados pelos nazistas alemães como raça ariana e cigana branca.